# Clase Luz de Mar
Las embarcaciones de la Clase Luz de Mar son una serie de dos buques remolcadores de altura polivalentes, de manufactura española, fabricados entre los años 2003 y 2005. Estos dos ejemplares fueron diseñados específicamente para ser empleados por la Sociedad de Salvamento y Seguridad Marítima, ente público dependiente del Ministerio de Fomento de España.
Han sido construidas en los astilleros Armón en Vigo.

## Características
Propulsión
Dispone de dos motores propulsores de 3840 kW a 600 r. p. m. cada uno acoplados a dos líneas de ejes. Incluso con avería en una línea de propulsión, el buque sigue navegando con total maniobrabilidad y seguridad. Cuenta con propulsión azimutal por popa con dos propulsores de paso variable que giran 360° y que, junto a la hélice lateral de proa, le dotan de total maniobrabilidad a cualquier régimen.
Dispone de sistema de posicionamiento dinámico DYNAPOS AM para mantener la posición de los medios de maniobra de a bordo. Se desplaza lateralmente en maniobras de aproximación y atraque. El buque realiza un giro de 360° en 30 segundos utilizando ambos propulsores y en 39 segundos con sólo uno de ellos.
Sistemas contraincendios
El equipo de lucha contra incendios exterior cumple los requisitos del Bureau Veritas para la cota FI FI 1. Dos bombas contra incendios exterior, de 1.500 m3/h, impulsan el aguaespuma a 120 m de distancia y 50 m de altura desde dos monitores.
El sistema de autoprotección del casco mediante difusores es alimentado por las bombas contraincendios.

## Unidades en servicio

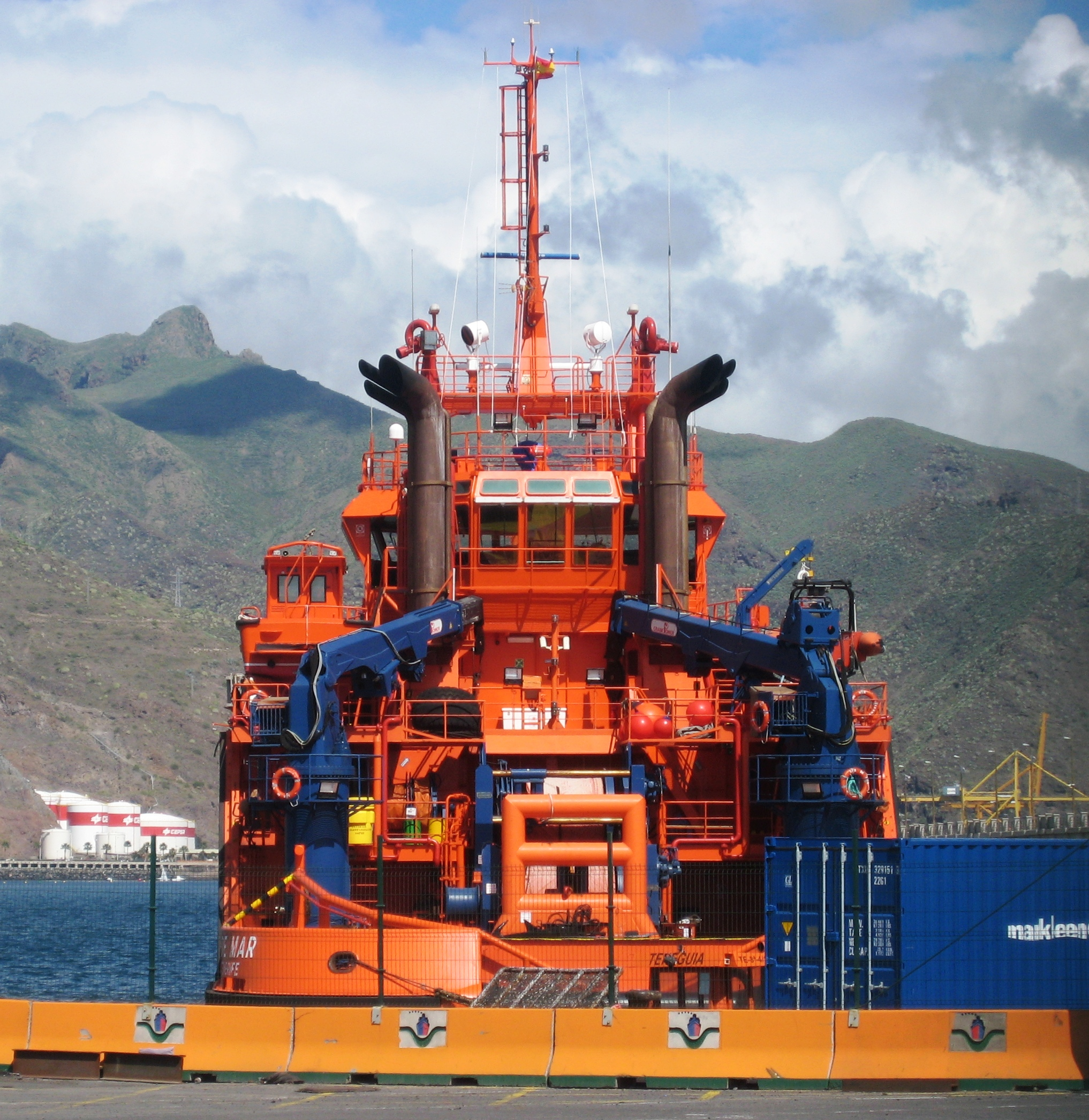
Vista de popa del "Luz de Mar".

| Nombre                                  | Código | Año  | Potencia (cv.) | Tiro (tons.) | Eslora (m.) | Zona     |
| --------------------------------------- | ------ | ---- | -------------- | ------------ | ----------- | -------- |
| Luz de Mar (ex-ECOSAR Boreal)           | BS-41  | 2005 | 10 300         | 128          | 56          | Estrecho |
| Miguel de Cervantes (ex-ECOSAR Austral) | BS-21  | 2005 | 10 300         | 128          | 56          | Canarias |

### Embarcaciones similares
- / Abeille Flandre
- / Baltic

### Secuencias de designación
Embarcaciones de intervención rápida
- / Clase Salvamar
- / Clase Guardamar

Buques de Salvamento
- Clase Luz de Mar
- / Clase Don Inda
- Clase María de Maeztu